# フィオーリ
フィオーリ（Fiori ([fiˈɔːri], イタリア語: [ˈfjoːri])）は、押し出し式パスタの装飾形の1つである。イタリア語でFioriは花を意味する。このパスタはロテッレに似ている。